# Amedorf
Amedorf ist ein nordöstlicher Ortsteil der Stadt Neustadt am Rübenberge in der niedersächsischen Region Hannover.

## Geografie
Das Dorf Amedorf liegt nordwestlich der Leine zwischen den Landesstraßen 191 und 383. Nordwestlich des Orts liegt der Weiler Pungemühle.

## Geschichte
Erste Erwähnung findet der Ort als „Amenthorp“ im Jahr 1188 im Westfälischen Urkundenbuch.

### Eingemeindungen
Im Zuge der Gebietsreform in Niedersachsen verlor die Gemeinde Amedorf am 1. März 1974 ihre politische Selbständigkeit und wurde ein Ortsteil von Neustadt am Rübenberge.

### Einwohnerentwicklung
| Jahr | Einwohner | Quelle |
| ---- | --------- | ------ |
| 1910 | 159       | [ 5 ]  |
| 1925 | 178       | [ 6 ]  |
| 1933 | 154       | [ 6 ]  |
| 1939 | 151       | [ 6 ]  |
| 1950 | 326       | [ 7 ]  |
| 1956 | 241       | [ 7 ]  |
| 1973 | 191       | [ 8 ]  |
| 2018 | 289       | [ 1 ]  |
| 2020 | 302       | [ 9 ]  |
| 2023 | 298       | [ 2 ]  |

## Politik

### Ortsrat
Der gemeinsame Ortsrat von Mandelsloh, Amedorf, Brase/Dinstorf, Evensen, Lutter, Niedernstöcken, Stöckendrebber und Welze setzt sich aus drei Ratsfrauen und acht Ratsherren zusammen. Im Ortsrat befinden sich zusätzlich 19 beratende Mitglieder.
Sitzverteilung:
- SPD: 4 Sitze
- CDU: 3 Sitze
- UWG-NRÜ: 3 Sitze
- Piraten: 1 Sitz

(Stand: Kommunalwahl 11. September 2016)

### Ortsbürgermeister
Der Ortsbürgermeister ist Günter Hahn (UWG NRÜ). Sein Stellvertreter ist Tillmann Zietz (CDU).

### Wappen
| Wappen von Amedorf | Blasonierung: „Geteilt von Silber und Blau. Oben ein wachsender roter Greif, unten ein halbes silbernes Wassermühlenrad.“ |
| Wappen von Amedorf | Wappenbegründung: Der Greif ist entlehnt dem Wappen des bereits vor 1185 bis mindestens 1350 in Amedorf nachweisbaren Geschlechts der von Amedorf. Das Wassermühlenrad steht symbolhaft für die ehemalige Wassermühle (Pungemühle) sowie für eine mittelalterliche Schiffsmühle in der Leine innerhalb der Gemarkung Amedorf. |

## Kultur und Sehenswürdigkeiten

### Bauwerke
- In Amedorf steht die Zehntscheune aus Neustadt, die vom Zimmermann Jelde Hinrichs 1980 fachgerecht wieder aufgebaut wurde.

### Grünflächen und Naherholung
- Am Rand der Ortschaft liegt der Naturbadesee Franzsee, der erstmals 1709 schriftlich erwähnt wurde.

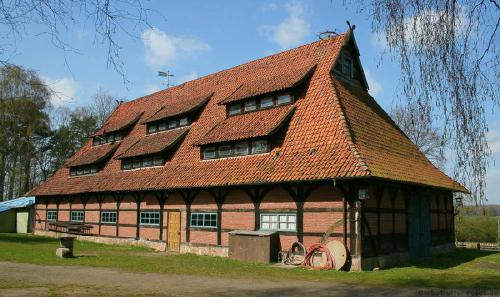
Zehntscheune in Amedorf
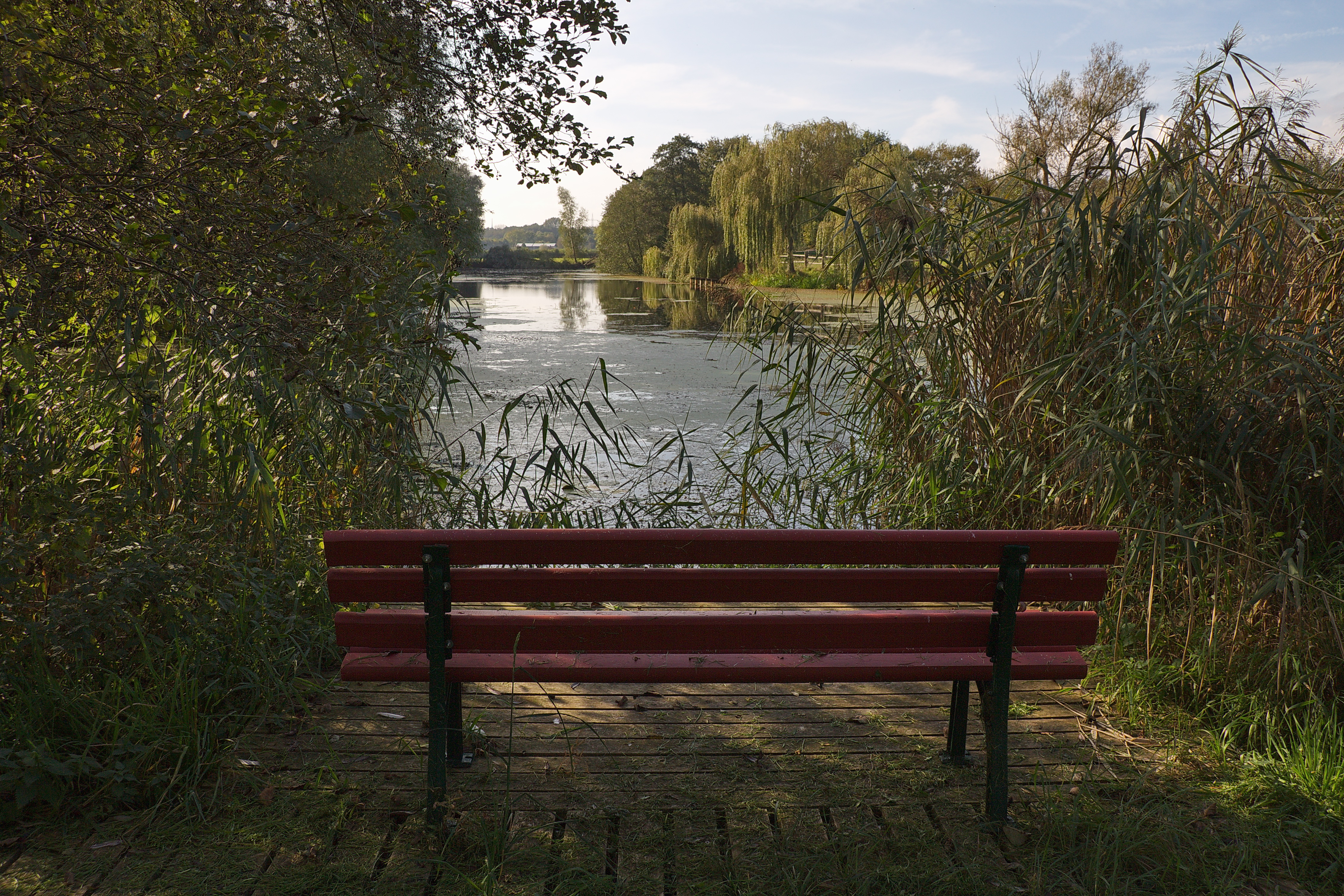
Blick auf den Franzsee